# Физическа антропология
Физическата антропология е отрасъл на антропологията. Тя е свързана с произхода, еволюцията и разнообразието на хората. Физическите антрополози работят в общи линии върху три основни проблема: човешката и нечовешката еволюция на примати, човешката вариация и нейното значение (вж. Също раса) и биологичните основи на човешкото поведение. Курсът, който човешката еволюция е взел, и процесите, които са я донесли, са еднакви. За да обяснят разнообразието в човешките популации и между тях, физическите антрополози трябва да изучават минали популации от фосилни хоминини, както и нечовекоподобните примати. Голяма светлина е хвърлена върху връзката с други примати и върху характера на трансформацията към човешката анатомия и поведение в хода на еволюцията от ранните хоминиди до съвременните хора – период от най-малко четири милиона години.

## Процеси
Процесите, отговорни за диференцирането на хората в географските популации и за цялостното единство на Homo sapiens, включват естествения подбор, мутацията, генетичното отклонение, миграцията и генетичната рекомбинация. Обективните методи за изолиране на различни видове черти и занимаващи се математически с техните честоти, както и тяхното функционално или филогенетично значение, позволяват да се разбере състава на човешките популации и да се формулират хипотези за тяхното бъдеще. Генетичната и антропометричната информация, която физическите антрополози събират, предоставя факти не само за групите, които обитават земното кълбо, но и за лицата, които съставят тези групи. Практическите приложения на физическите антропологични данни включват, например, използването на оценки на вероятностите, че децата ще наследят определени гени, за да консултират семействата за някои медицински състояния.

## Видни физически антрополози
- Джейн Гудол[1]
- Колин Гроувс[2]
- Луис Лики
- Кати Райкс[3]